# Xosé Velo Mosquera
Xosé Velo Mosquera (Celanova, 21 d'abril de 1916 - São Paulo, 31 de gener de 1972) fou un polític gallec, partidari de la independència de Galícia. Fill de Lino Velo Castiñeiras, que havia estat alcalde conservador de Celanova, i de Manuela Mosquera. En 1926 va quedar orfe de pare. En els seus temps d'estudiant en el col·legi dels Escolapis fou amic de Celso Emilio Ferreiro, amb qui a la fi de 1932 va organitzar les Mocidades Galeguistas en Celanova, formant part del primer Consell Nacional de la Federación de Mocedades Galeguistas (FMG). Va ser triat secretari general de la FMG a l'abril de 1935 i el 24 d'abril es casa amb Jovita Pérez González.
Després de la revolta de 1936 contra el govern de la República, la Guàrdia Civil el va detenir el 21 de juliol, encara que va sortir de la presó al cap de poc i el 14 de març de 1937 es va haver d'incorporar a l'exèrcit revoltat en la Divisió Cuirassada Brunete fins a 1938 en el qual va tornar a Celanova i al cap de poc va marxar a la Guinea Espanyola. Va retornar després de finalitzar la guerra i al novembre de 1939 va obrir una acadèmia d'ensenyament a Celanova. En 1943 es va traslladar a Vigo, on va obrir una altra acadèmia, i a causa del fet que mantenia contactes amb organitzacions de l'oposició galleguista en l'exili la policia el va detenir en 1944. Beneficiat per una amnistia va sortir de la presó en 1945 i va romandre durant un any amagat prop de Celanova.

## Exili
En 1948 va fugir a Portugal, on el va detenir la PIDE, la policia política portuguesa. Després de la seva posada en llibertat va aconseguir sortir cap a Veneçuela, on va arribar el 9 d'octubre de 1948. A l'any següent se li va unir la seva família, que va mantenir treballant com a professor a acadèmies i col·legis privats i fins i tot en 1959 va ser professor en l'Escola de Suboficials de l'Exèrcit veneçolà. Va ser president de la Llar Gallega (1956) i va participar en el Primer Congrés de l'Emigració Gallega que es va celebrar entre el 24 i el 31 de juliol de 1956 a Buenos Aires.
Va entrar en contacte amb el grup de l'oposició espanyola que dirigiria Alberto Bayo des de Cuba, i va participar en la seva emissora de ràdio, Radio Claridad. Però descontentament amb l'actuació d'aquest grup va organitzar amb membres de l'oposició portuguesa a la dictadura salazarista exiliats en Sud-amèrica, com Humberto Delgado i Henrique Galvão i amb altres gallecs com José Fernández Vázquez (Jorge de Sotomayor), el Directori Revolucionari Ibèric d'Alliberament en 1959. Velo en va ser el cosecretari general al costat d'Humberto Delgado des de gener de 1960 i va participar amb altres membres gallecs i portuguesos d'aquesta organització en la presa del vaixell portuguès Santa María entre el 22 de gener i el 4 de febrer de 1961, fet amb el que pretenia cridar l'atenció internacional sobre els règims dictatorials de la península Ibèrica. Després d'un acord amb el govern brasiler, aquest va reconèixer Velo i a la resta dels segrestadors com refugiats polítics.
Es va establir amb el seu fill Víctor, que també havia participat en la presa del vaixell, a la ciutat de São Paulo. En 1962 va establir allí la llibreria Nós i en 1966 l'Editora Nós, que tan sols va publicar una traducció de Rosalía de Castro. En 1971 va fundar la revista mensual Paraíso 7 días, que només va publicar 5 nombres, i el 31 de gener va morir de càncer de pulmó.